# 舊金山和約
《對日和平條約》，簡稱《對日和約》，通稱舊金山和平條約或舊金山和約，是第二次世界大戰的大部份同盟國成員與日本簽訂的和平条约，1951年9月8日由包括日本在内的49個國家的代表在加利福尼亞州舊金山的戰爭紀念歌劇院簽訂，並於1952年4月28日正式生效。起草人為日後擔任美國國務卿的约翰·福斯特·杜勒斯，正文以英語書寫，另有法語、西班牙語、日語等3種語言之正式譯本。
舊金山和約的目的是解決日本在第二次世界大戰戰敗投降的政治地位、以及釐清戰爭責任所衍生的國際法律問題。和約第二條聲明日本承認朝鮮獨立、放棄臺灣、澎湖、千島群島、庫頁島南部、南沙群島、西沙群島等地的所有权利、权利根据和要求。和約第三條中，日本将会同意美國對於琉球群島等島嶼交付聯合國託管的提议。因合約第21條朝鮮享有第2條全部，但很多文章只提2a朝鮮獨立，而造成後來南千島群島、竹島、日韓領土紛爭的主權爭議，以及臺灣及澎湖群島、南沙群島、西沙群島、庫頁島南部等紛爭。
日本在和約前言的部分，請求加入聯合國並遵守《聯合國憲章》。隨着这份和约的正式生效，日本結束長達七年的盟軍佔領時期，並恢復正常國家地位。1956年12月12日，聯合國安全理事會一致決定向聯合國大會推薦日本為聯合國會員國；12月18日，經聯合國45個成員國提案、51個成員國附署，聯合國接納日本成為第80個會員國。

## 重要條文内容

### 領土與託管統治
- 第2條【領土放棄】

1. 日本政府承認朝鮮的獨立，並放棄對朝鮮包括濟州島、巨文島與鬱陵島等島嶼的一切權利、權利名義與要求。
2. 日本政府放棄對台湾、澎湖等島嶼的一切權利、權利名義與要求。
3. 日本政府放棄對千島群島、1905年9月5日獲得之庫頁島（南樺太）部分，以及鄰近各島嶼的一切權利、權利名義與要求。
4. 日本政府放棄國際聯盟委任統治相關的一切權利、權利名義與要求，同時接受聯合國安全理事會於1947年4月2日所採取有關日本前述太平洋島嶼委任統治地之託管統治安排。
5. 日本政府放棄因為日本國家或國民在南極地區活動所衍生的一切權利、權利名義與要求。
6. 日本政府放棄對南沙群島與西沙群島的一切權利、權利名義與要求。

- 第3條【託管統治】
  - 日本政府将会同意美國對北緯29度以南之西南群島（含琉球群島與大東群島）、孀婦岩南方之南方各島（含小笠原群島、西之與火山群島），和沖之鳥島以及南鳥島等地送交聯合國之託管統治制度的任何提議。在此提案提出和对此种建议采取肯定措施之前，美國将有权對上述地區、所屬居民與所屬海域實施一切行政、立法、司法之權利。
- 第4條【財產】
  - (b).日本承認前述第2條與第3條中美國軍事政府對日本與日本國民財產處分的有效性。
- 第6條【佔領結束】
  - (a).自本條約生效之後，所有盟國佔領軍應儘速自日本撤出，此項撤軍不得晚於本條約生效後 90 日。若日本與盟國締結有關外國軍隊駐紮或保有於日本領土之雙邊或多邊協定者，不受本條規定所限。

- 第8条【承认终战相关条约、放弃定条约之权益】
  - 1．日本承认联盟国自1939年9月1日起为终止战争状态所定条约之有效性，日本亦承认联盟国为恢复和平之议决。日本亦接受先前之国际联盟与常设国际法院所为终止战争之决议。
- 第25條 本條約所謂之聯盟國，謂與日本進行戰爭之國家，或依據第 23 條所列舉先前為該國一部分領土的國家，而此國家已經簽署並批准本條約者。依據第 21 條本條約不授與任何權利、名器與利益予非前述聯盟國之任何國家。日本之任何權利、名器與利益亦不得為非屬前述之聯盟國，而引用本條約之規定以致於有所減少、損害。
- 第26條【兩國之間之和平】
  - 若日本與任一國家簽訂和平協議或戰爭請求協議，並賦予該國優於本條約所定之條款，此優惠待遇應自動擴及本條約所有簽署國。

### 條文所衍生出的相關主權爭議

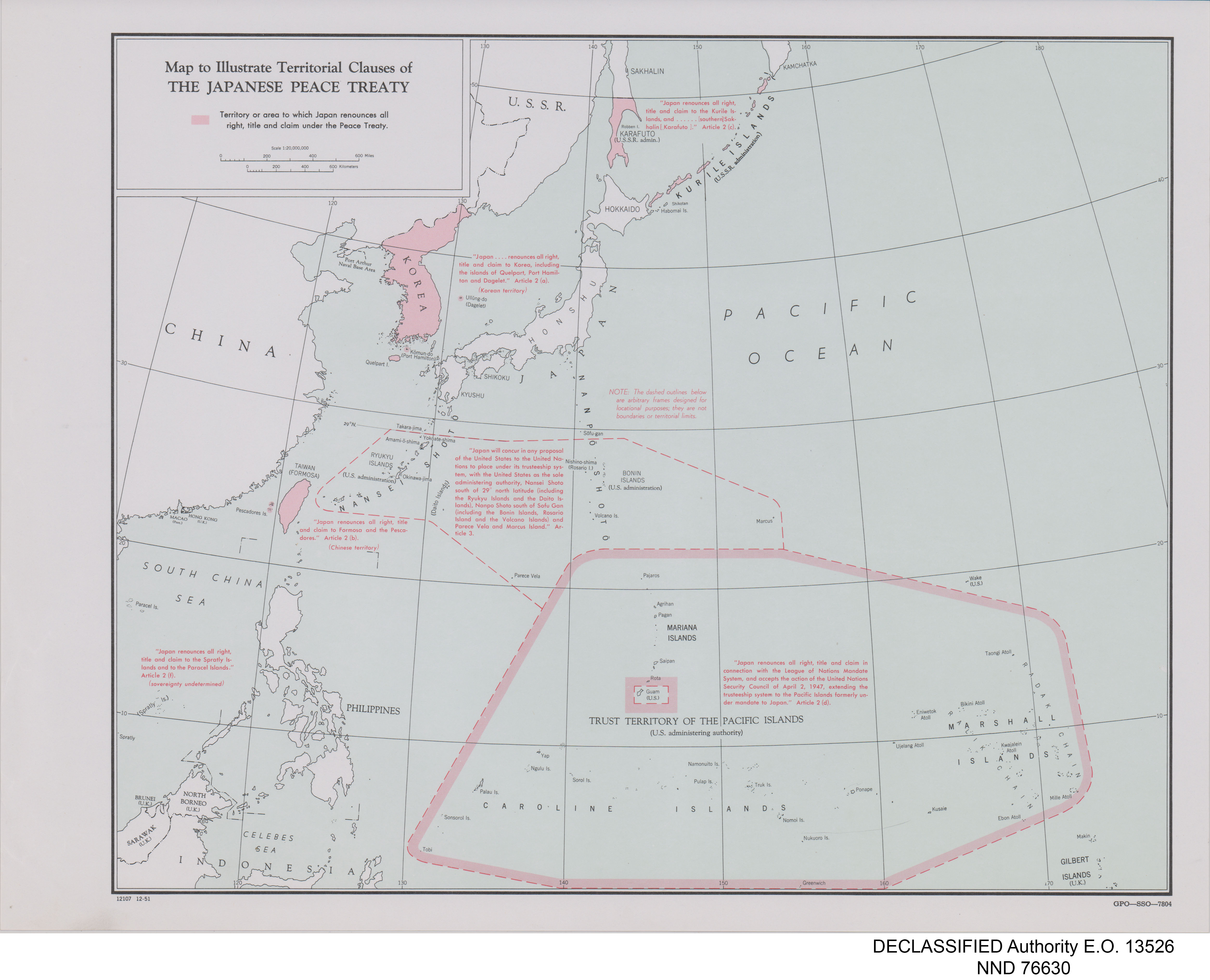
美國中央情報局製作的和約領土條款地圖

- 2010年4月14日，日本外務副大臣武正公一在眾議院外務委員會會議上表示；1951年的《舊金山和約》中並未提及獨島（竹島）是日本必須放棄的領土，因此無法接受南韓對竹島的領土主張[1]；目前竹島為南韓實際管轄。
- 2010年5月19日，武正公一在日本眾議院外務委員會會議上回答眾議員中津川博鄉質詢時表示：「日本並未承認台灣是中國領土的一部分，只是在《舊金山和約》中，日本政府放棄對台灣的所有權利。有關台灣的法定地位，日本政府沒有加以認定的立場」。[2]2012年3月9日，首相野田佳彥亦作相同表示。[3]
- 2009年5月1日，日本交流協會駐台代表齋藤正樹在國立中正大學國際關係學會第二屆年會發表台灣的國際法地位與日台關係演講；他指出：「《舊金山和約》和《中日和約》，強調日本政府是放棄台灣主權，因此台灣國際地位未定」[4]。事後，駐日代表馮寄台轉述日本交流協會理事長畠中篤表示：「日本駐台代表齋藤正樹在演講中對台灣地位的發言，並不代表日本政府的立場」。在給馮寄台的行文中也指出:「日本已在舊金山和約的第二條放棄對台灣的所有權利、權源與請求權。因此，有關台灣的法定地位，沒有獨自認定的立場」[5]。另外，日本交流協會台北事務所秘書長堤尚廣表示:「那是齋藤正樹的個人言論，不代表日本政府；已經要求他撤回這番言論」。2009年12月，齋藤正樹以個人因素辭去日本交流協會駐台代表一職[6]。
- 2010年11月1日，俄羅斯總統梅德韦杰夫正式造訪南千岛群岛的國後島。日本首相菅直人隨即發表回應，對事件表示非常遺憾，並重申北方四島（南千島群島）是日本領土。隨後日本外相前原誠司臨時召回日本駐俄羅斯大使河野雅治（日语：河野雅治）匯報相關情况；11月7日，河野雅治返回莫斯科[7][8][9][10]。
- 日本外務省在日本政府對尖閣群島（釣魚台）問題基本立場中，也以舊金山和約第二條「領土放棄」中不包含尖閣群島，而是在第三條作為南西諸島的一部分置於美國管理之下、以及1971年《沖繩返還協定》中包含在應歸還给日本的範圍内，來作為日本合法擁有尖閣群島（釣魚台）的依據之一。[11]
- 1964年2月29日，日本首相池田勇人在眾議院預算委員會答詢：「就《舊金山和約》的字面上來看，法律上的解釋是，台灣不屬於中華民國。但是，考慮到《開羅宣言》以及繼承其的《波茨坦公告》，日本已經放棄台灣，其歸屬是應由同盟國決定的問題，而台灣目前則是由中華民國統治。各國對於這樣的統治也認為是過渡性的，依世界目前的現況來看，應解釋為過渡性的施政權。」[12]
- 2004年，中華民國前總統李登輝在群策會「台灣新憲法國際研討會」以及媒體記者茶敘會上表示，《舊金山和約》明確結束戰爭的狀態，台灣仍然被盟軍佔領，主權未登記[13]。2005年，李登輝在李登輝學校授課時指出，台灣國不成國，沒有明確的法定地位，因此台灣才無法加入聯合國；盟軍在二戰後的第一道命令是指示蔣介石派軍暫時「佔領」台灣，後來的《舊金山和約》雖提及日本放棄台灣主權，但台灣應歸屬於誰則未提及，形成至今台灣法定地位未定[14][15]。但李登輝在2016年出版的著作《餘生》中則改稱，依據《舊金山和約》，日本明確放棄了臺灣，雖未明言歸還給誰，但從國際法觀點，「臺灣的確是中華民國的領土」[16]。
- 2008年9月25日，建國廣場負責人傅雲欽說，第二次世界大戰結束後，有關台灣領土主權變動的法律事實陸續發生，不是只有《舊金山和約》的簽訂而已；但是在台灣內部，「傳統獨派」（認為台灣是主權獨立國家，只是尚未成為正常國家）獨尊《舊金山和約》，「脫美獨立派」（認為台灣是美國屬地，台灣獨立是要脫離美國而獨立）與「脫聯獨立派」（認為台灣是在聯合國託管狀態下）甚至單從《舊金山和約》的條文加以演繹，漠視六十多年來發生的其他法律事實及其法律效果，最後得出「台灣現仍由美軍占領中」或「台灣現仍由聯合國託管中」的結論，都是「邏輯演繹，昧於事實」的概念法學派[17]。
- 2013年4月29日，公投護台灣聯盟總召集人蔡丁貴、台灣國臨時政府總召集人沈建德、台灣客社社長張葉森、台灣北社秘書長李川信、908台灣國運動總會長王獻極等20多位台獨人士赴日本交流協會台北事務所遞交給日本首相安倍晉三的信函，宣稱：日本根據《舊金山和約》重獲獨立，台灣迄今仍被中華民國占領，曾經是台灣殖民母國的日本有責任與義務幫助台灣爭取主權地位[18][19]。
- 2013年11月7日，日本臺灣及中國問題研究家、加油日本！全國行動委員會常任幹事永山英樹在樱花频道的節目《日台交流頻道》中表示，日本在《舊金山和約》中只是放棄臺灣，未表明臺灣的歸屬，中華民國詐騙臺灣人，而中華人民共和國認為中華民國在內戰中戰敗了，因此認為中華民國所有的東西全都是中華人民共和國的，進而把臺灣說成中華人民共和國的一部份；不僅是中華民國向全臺灣人隱瞞這個歷史真相，連中華人民共和國也和它一起欺騙臺灣人；中華民國主張日本在1945年時將臺灣歸還給中華民國，此說法完全是謊言；中華民國和中華人民共和國都以《開羅宣言》聲稱日本將臺灣歸還給它們，此說法也是胡說；臺灣在日本簽訂《舊金山和約》之前都是日本領土，而日本並未在《舊金山和約》中將臺灣的歸屬寄託在任何地方，所以臺灣的地位完全是未定的，可是日本政府不敢這麼說，只要一說，中華人民共和國就會非常生氣，因為這是中華人民共和國政府一直隱瞞的事實。永山英樹希望日本政府將這件事情說清楚，如此一來，臺灣的主權才有可能回到臺灣人的手中。[20]
- 2021年5月12日，中国国务院台湾事务办公室发言人朱凤莲表示中方的立场是一贯绝不承认“旧金山和约”，認為所谓的和约只是非法无效的历史废纸，並進一步主張台灣已經於1945年光復、重回祖國中國懷抱，包括《開羅宣言》和《波茨坦公告》在內的一系列文件都確認了中國對台灣的主權。[21]

### 关于远东军事法庭的判决
- 第11條 【戰爭罪刑】
- 日本接受在日本領土內外之「遠東國際軍事法院」，與「盟國戰爭罪刑法院」之判決，並承諾將執行就前述拘禁於日本之日本國民之判決。盟國對前述拘禁犯之赦免、減刑與假釋，基於單一或多數盟國政府之個別考量，或基於日本政府之建議，得不予執行。受「遠東國際軍事法院」判決確定者，除經法庭之盟國政府代表多數議決，以及基於日本政府之建議，得不予執行。

### 與中國、朝鮮權益相關的條文
- 第10條 【中國相關權益】
- 日本放棄，一切有關中國之特別權利與利益，包括源自1901年9月7日簽署於北京之最後議定書條款、其附件、書簡與文件所衍生之對中國的利益與特權；同時，同意放棄前述議定書條款、其附件、書簡與文件。
- 第21條 【中國與朝鮮之受益權】
- 儘管本條約第 25 條規定之所限，中國應享有本條約第10條與第14條a款(II)項之權益、朝鮮則享有本條約第2條、第4條、第9條與第12條之權益。

- 由於朝鮮與中國因為內戰爆發並持續進行，導致政府代表問題沒有簽署《舊金山和約》，因此該和約特別針對朝鮮與中國的相關權益與受益權以條文明訂之。對此，中華民國政府《中日和約》第五條中承認《舊金山和約》中這些中國的相關權益；中華人民共和國政府則是全面否定《舊金山和約》，也包括《舊金山和約》架構下所規範衍生的《中日和約》[22]。

## 簽字國與批准國
出席條約簽署的49個國家為：阿根廷、澳大利亞、比利時、玻利維亞、巴西、高棉、加拿大、錫蘭（斯里蘭卡）、智利、哥倫比亞、哥斯大黎加、古巴、多明尼加、厄瓜多爾、埃及、薩爾瓦多、衣索比亞、法國、希臘、瓜地馬拉、海地、宏都拉斯、印尼、伊朗、伊拉克、寮國、黎巴嫩、賴比瑞亞、盧森堡、墨西哥、荷蘭、紐西蘭、尼加拉瓜、挪威、巴基斯坦、巴拿馬、巴拉圭、秘魯、菲律賓、沙烏地阿拉伯、敘利亞、土耳其、南非、英國、美國、烏拉圭、委內瑞拉、南越、日本。
蘇聯、波蘭及捷克斯洛伐克反對條約內容，因此拒絕在和約上簽字。印度、緬甸及南斯拉夫則是受邀沒有出席，哥倫比亞、印尼及盧森堡代表參加後雖然簽署了和約，但沒有批准該和約使之生效。部分國家則依該和約第26條自行與日本簽署雙邊和約。因此只有46個國家簽署並批准了《舊金山和約》。

## 另行簽署其它條約者
日本與未簽署《舊金山和約》的相關國家仍有另行簽署條約，如下：

### 中華民國
- 自1912年至1970年代为止，國際主流社會均承認中華民國代表中國，並以中國作為中華民國的通稱。中華民國於1941年12月9日對日本正式宣戰[23]，中華民國對日抗戰勝利後，接著1945年第二次國共內戰爆發，中國共產黨節節勝利並逐步控制中國大陸，1949年10月1日由中国共产党所建立的中华人民共和国在北京成立。舊金山和會後，日本首相吉田茂最初有意選擇與中華人民共和國政府簽訂雙邊和約，由於中華民國政府是當時世界多數國家所認定的中國政府，並保有在聯合國代表中國的常任理事國席位，亟欲透過對日和約的簽署向世人宣示其政權代表中國的合法性；加上爆發後，美國本欲放棄蔣介石政權的態度改變。日本也害怕美國國會以不批准《舊金山和約》做為要脅[24]；因此日本與中華民國雙方於1952年4月28日（台北時間下午三時，也就是《舊金山和約》正式生效前七個小時）簽訂《中華民國與日本國間和平條約》又稱《中日和約》[25][26][27][28]。第一條確認兩國戰爭狀態的正式結束，第二條承認《舊金山和約》中關於日本國政府業已放棄對於台灣及澎湖群島以及南沙群島及西沙群島之一切權利、權利名義與要求；第四條：茲承認中國與日本國間在中華民國三十年即公曆一千九百四十一年十二月九日以前所締結之一切條約、專約及協定，均因戰爭結果而歸無效。 ”中華民國政府認為此條款包含1895年4月17日中日政府所簽訂關於割讓台灣的馬關條約。並於第五條中承認舊金山和約中第十條【中國相關權益】的規定。
- 中華民國政府於《中日和約》議定書中第1條(b)款中，自動放棄舊金山和約14條(a)款所規定的日本國所應供應之服務之利益；以示對日本人民表示寬大與友好之意。[29]1972年7月，中華人民共和國為實現與日本邦交正常化進行積極的準備工作，當時周恩來就放棄戰爭賠償問題上作出指示：「中日邦交恢復以前，台灣的蔣介石已經先於我們放棄賠償要求，共產黨的肚量不能比蔣介石還小[30]」。

### 中华人民共和国
由於舊金山和約簽訂之時，中华人民共和国刚刚成立並積極參與朝鮮戰爭與美國為首的諸國對抗。雖然有蘇聯支持，然而在國際間缺乏正式承認與美國的強力排斥之下；被排除參加當時對日和約商議和簽署的機會，因此中華人民共和國政府於1951年8月15日和1951年9月18日两次發表聲明，指該和約是非法的、無效的與絕對不能承認的。
2022年4月24日，国台办发言人马晓光在答记者问时表示，所谓“旧金山和约”是二战之后美国纠集一些国家，在排斥中华人民共和国、苏联的情况下，对日单独媾和而发表的非法、无效的文件。该“和约”违反1942年中美英苏等26国签署的《联合国家宣言》规定，违反《联合国宪章》和国际法基本原则，对台湾主权归属等任何涉及中国作为非缔约国的领土和主权权利的处置也都是非法、无效的。中国政府从一开始就郑重声明，“旧金山和约”由于没有中华人民共和国参加准备、拟制和签订，中国政府认为是非法无效的，绝不承认。苏联、波兰、捷克斯洛伐克、朝鲜、蒙古国、越南等国家也拒绝承认“和约”效力。
中日聯合聲明
- 1971年10月25日，根據聯合國大會2758號決議，中華人民共和國取代中華民國，擁有聯合國的中國代表權後，1972年9月29日日本與中華人民共和國實現邦交正常化並發表《中華人民共和國政府和日本國政府聯合聲明》[35]，其中第五條中華人民共和國放棄對日本賠款要求；第八條雙方同意進行以締結和平友好條約為目的的談判。
- 日本外相大平正芳於該聯合聲明簽署后的記者會中代表日本政府宣布：「最後，要確認的是，在聯合聲明中雖然沒有觸及，日本政府的見解是，作為日中邦交正常化的結果，中日和約（臺北合約）已失去存在的意義，並宣告結束」[36]。
- 中华人民共和国政府重申：台灣是中華人民共和國領土不可分割的一部分。日本政府對該立場表示充份理解和尊重，並按降伏文書所述，堅持遵循《波茨坦公告》第八條的立場。

中日和平友好條約
- 按照《中日聯合聲明》第八條的精神，1978年8月12日雙方再簽訂《中華人民共和國和日本國和平友好條約》[37]。其中第四條記載：此條約不影響締約各方同第三國關係的立場。第五條規定本條約有效期為十年，十年以後；在根據本條第二款的規定宣布終止以前，將繼續有效。
- 条约内容表示，雙方之间的友好关系自《中日聯合聲明》發表以来获得很大的发展，並确认該聲明是两国间和平友好关系的基础，該声明所表明的各项原则应予严格遵守。
- 中華人民共和國官方不承認《舊金山和約》的法律效力，《中日和平友好條約》第四條中載明：此條約不影響締約各方同第三國關係。因此日本與大部分的同盟國在1951年9月8日所簽訂《舊金山和約》，並不會因為《中日和平友好條約》的正式生效而受到承认。此外《中日和平友好條約》這份由中華人民共和國與日本兩國簽訂正式法律文件，條文內容卻未提及台灣與澎湖的主權歸屬，而是也引用中日聯合聲明中強調的《波茨坦公告》應該嚴苛遵守。1978年8月16日，全國人民代表大會常務委員會會議批准該和約；10月16日和10月18日，日本眾議院和參議院也分別批准該和約；10月23日，中國國務院副總理鄧小平與日本首相福田赳夫出席在日本首相官邸舉行的《中日和平友好條約批准書》互換儀式；中國外交部長黃華和日本外相園田直分別代表兩國在《中日和平友好條約批准書》上簽字，《中日和平友好條約批准書》從此生效[38]。

### 印度
印度對於舊金山和約中部分條文限制了日本主權與日本民族獨立有意見，雖然印度被邀請簽署和約；最後印度並沒有出席和會。1952年6月9日，日本與印度在東京簽訂了十一條條文的和平條約；其中第六條第一款印度放棄對日本所有的賠款要求，並於1952年8月27日正式生效。

### 緬甸
緬甸原本是英國的殖民地，由於滇緬公路成為中國當時持續進行抗日戰爭的對外聯繫的運補生命線；因此緬甸飽受戰火蹂躪。緬甸革命家翁山將軍受日本的幫助建立緬甸獨立義勇軍，並於1943年於8月1日在日本的扶植下獨立。日本的戰敗後，1948年1月4日緬甸脫離英國六十多年的殖民統治，建立緬甸聯邦。
由於緬甸對於日本戰後的處境深表同情；因此沒有出席和會。1954年11月5日，兩國在仰光簽訂日本與緬甸聯邦和平條約與簽訂日本國與緬甸聯邦賠償經濟合作協定。日本賠償緬甸兩億美金，分十年攤還 。之後由於日本與印尼和菲律賓所訂定的戰爭賠償過高，緬甸再對日本提出要求；因此日本於1963年3月29日再次向緬甸提供一億四千萬美元的無償援助，簽訂日本國與緬甸聯邦經濟合作協定作為變相補償方案；分十二年攤還。

### 印度尼西亞
印度尼西亞原本是荷蘭的殖民地，有豐富的石油資源蘊藏。1941年8月2日，美國政府宣佈對日本全面禁運石油；成為太平洋戰爭的導火線。太平洋戰爭爆發後，日本全力進攻印尼意圖奪取石油資源；因此印度尼西亞成為盟軍與日本交戰的重點。
印度尼西亞於1949年12月27日脫離荷蘭正式宣布獨立，印度尼西亞雖然簽署了舊金山和約；卻沒有批准和約。1958年1月20日雙方於雅加達簽署了日本國與印度尼西亞共和國和平條約，第一條確認兩國戰爭狀態的正式結束；第四條A款日本同意無償提供印度尼西亞政府相當兩億兩千三百零八萬美元的日本國生產品以及勞務。

### 
由於朝鮮民主主義人民共和國與大韓民國也因為朝鮮半島唯一合法政府的代表權問題，未簽署舊金山和約。直至1965年6月22日，韓國才與日本簽訂日韓基本關係條約；除了兩國外交關係正常化之外，雙方並第二條確認日韓併合條約已經無效；第三條宣示韓國是唯一合法的政府。除了簽訂兩國之間的基本條約外，日、韓雙方還簽訂請求權及經濟合作協定作為戰爭賠償；日本分十年無償提供韓國政府相當於三億美元的日本國生產品以及勞務與兩億美元的十年低利貸款，日本另外賠償韓國民間人士約三億美金。

## 相關文書

### 苏联
由於冷戰與朝鮮戰爭對峙的緊張效應，蘇聯強力排斥以美國、英國所起草的舊金山和約；蘇聯雖然出席和會但拒絕簽字。西元1955年6月至8月，日本與蘇聯雙方各自擬定和平條約草案進行交涉；然而沒有結果。由於日本亟欲重返國際社會並需要蘇聯的支持，兩國於1956年10月19日在莫斯科簽訂日蘇共同宣言；其中第一條確認兩國戰爭狀態的正式結束，第二條恢復兩國之間的外交關係；第四條蘇聯支持日本加入聯合國與第六條蘇聯放棄對日本進行戰爭索賠。然而這份共同宣言並未解決日本與蘇聯之間南千島群島主權爭議，根據第九條的記載這些爭議留待日後和平條約來正式解決。
至今，雖然俄羅斯與日本保持和平關係，但兩國仍未締結和平條約。

## 相關紀念
2013年3月12日，日本內閣會議決定，將《舊金山和約》的生效日期——4月28日定為「主權恢復日」。